# رولا ناصر
رولا ناصر مخرجة أفلام أردنية، بدأت في صناعة السينما عام 2000، حيث عملت على سلسلة لصالح بي بي سي صُوِرت في الأردن. انضمت إلى الهيئة الملكية الأردنية للأفلام (RFC) عام 2006 مديرةً للعمليات. حيث شاركت بإنتاج معظم البرامج الثقافية فيها. كما ساهمت بإنشاء عدد من نوادي السينما في عمان ومحافظات أخرى. 
أنتجت العديد من الأفلام الحائزة على جوائز، منها فيلم ترانزيت سيتيز عام 2011، وهو أول فيلم أردني ذو ميزانية منخفضة، حيث حصل هذا الفيلم على جائزة الناقد الدولية وجائزة لجنة التحكيم الخاصة في مهرجان دبي السينمائي الدولي. كما فاز فيلمها «يوم الجمعة الماضي» بثلاث جوائز في مهرجان دبي السينمائي. اختير تم اختيار الفيلم في المنتدى العالمي في برلين في عام 2012 وحصل على جائزة لجنة التحكيم الخاصة في مهرجان فريبورغ في سويسرا.